# Misión de Arnedo
Misión de Arnedo es una localidad del estado mexicano de Guanajuato. Es parte del municipio de Victoria.

## Demografía
| Gráfica de evolución demográfica |
|                                  |

| Censo | Población |
| ----- | --------- |
| 1900  | 188       |
| 1910  | 178       |
| 1921  | 285       |
| 1930  | 209       |
| 1940  | 212       |
| 1950  | 259       |
| 1960  | 339       |
| 1970  | 327       |
| 1980  | 461       |
| 1990  | 711       |
| 2000  | 754       |
| 2010  | 915       |
| 2020  | 1 074     |